# 김주현 (성악가)
김주현은 대한민국의 성악가, 뮤지컬 배우다.

## 방송
- 트로트의 민족 (2020) - Top80

## 공연
- 사랑의 묘약 (2005)
- 2011 세계국립극장페스티벌 - 그남자의 여자 그여자의 남자 (2011)
- 팬텀 (2015)
- 판타지아 (2015)
- 신과 함께 가라 (2016)
- 도리안 그레이 (2016)
- 렌드미어 테너 (2019)

## 경력
- 백석예술대학교 전공실기 강사 (2014-2015)
- 가천대학교 성악과 전공실기 강사 (2011-2012)
- 백석예술대학교 전공실기 강사 (2009-2012)
- 경원대학교 성악과 전공실기 강사 (2009-2011)

## 수상
- 이대웅 콩쿨 1위
- Italin Folksong 콩쿨 1위
- 경원 콩쿨 1위